# Phaeolita subcordatalis
Phaeolita subcordatalis är en fjärilsart som beskrevs av Walker 1864. Phaeolita subcordatalis ingår i släktet Phaeolita och familjen nattflyn. Inga underarter finns listade i Catalogue of Life.